# Église Saint-Pierre-et-Saint-Paul de Vic-des-Prés
Pour les articles homonymes, voir Église Saint-Pierre-et-Saint-Paul.
L'église Saint-Pierre-et-Saint-Paul est une église catholique située dans la commune de Vic-des-Prés, dans le département de la Côte-d'Or, en France.

## Historique
L'édifice est classé partiellement au titre des monuments historiques en 1910.